# Obchodní dům Petřiny
Obchodní dům Petřiny je budova nákupního střediska na sídlišti Petřiny v ulici Na Petřinách, městské části Praha 6. Objekt se nachází přímo u vestibulu stanice metra Petřiny a u stejnojmenné tramvajové zastávky. Budova obchodního domu byla postavena jako součást experimentálního sídliště Petřiny a měla poskytovat možnost nákupu rozšířeného sortimentu zboží přímo v místě pobytu obyvatel sídliště. Svým významem tento obchodní dům nikdy nepřesáhl hranice svého blízkého okolí. Konkurencí je mu nedaleká Norma (na zastávce Větrník) a nověji také vzdálenější Kaufland na Vypichu, největší Kaufland v České republice.

## Historie
Budova čtvercového půdorysu byla dokončena v roce 1969 podle projektu architektů Mixy a Vlašánka jako centrální bod sídliště Petřiny. Po budovu bylo charakteristické modře zabarvené obložení fasády. Původní řešení interiéru v 70. a 80. letech 20. století sestávalo z v přízemí vzdušné haly kde vlevo byl vstup do samoobslužné prodejny potravin, v čele byla pultová prodejna lahůdek, v prvním patře byla prodejna oblečení a textilu, a v druhém patře následovala prodejna spotřebního zboží a sportovních potřeb. Od samého začátku bylo vlastníkem celého objektu spotřební družstvo Včela, proto nesl obchodní dům nesl název Včela. Na západní části objektu v ulici Brunclíkova bylo postaveno několik prosklených kostek, ve kterých bylo vystaveno zboží. Po roce 1990 byly tyto kostky pronajímány k podnikatelským účelům. V současnosti již tyto budky neexistují, nahradil je vestibul stanice metra Petřiny.

## Současnost
Po roce 1990 ztratila družstevní Včela na Petřinách konkurenceschopnost a neprosperovala. V roce 1997 nabídlo spotřební družstvo přízemí k pronájmu firmě Lion (tato firma po čase změnila název na Delvitu) a prvé patro bylo pronajato samostatným obchodníkům. Po čase družstvo celý objekt prodalo. Po roce 2000 byly provedeny stavební úpravy přízemí objektu zohledňující nové nákupní zvyklosti. V současné době provozuje hlavní část objektu řetězec Billa. V pravé části přízemí se nachází trafika, květinářství a pobočka pojišťovny. Ve 2. podlaží objektu se od listopadu 2015 po dlouhém neobsazení tohoto prostoru nacházelo železniční modelářství. Jen několik metrů od OD Petřiny se nachází vstup do stanice metra Petřiny (otevřena v roce 2015). V souvislosti s otevřením metra byla tramvajová zastávka před OD Petřiny přejmenována z názvu Obchodní dům Petřiny na Petřiny (v souladu s názvem stanice metra), a následující (konečná) tramvajová zastávka Petřiny byly přejmenována na Sídliště Petřiny (před zprovozněním metra konečná linek 1, 2, 18 a 56, po otevření stanice Petřiny již jen linek 1, 2 a 56).